# José Francisco Ulloa Rojas
José Francisco Ulloa Rojas (ur. 1 października 1940 w Cipreses de Oreamuno) – kostarykański duchowny katolicki, biskup diecezjalny Limón w latach 1994–2005 i Cartago w latach 2005–2017.

## Życiorys
Święcenia kapłańskie otrzymał 19 grudnia 1964 i został inkardynowany do archidiecezji San José de Costa Rica. Był m.in. ojcem duchownym i wykładowcą miejscowego seminarium, a także proboszczem sanktuaryjnej parafii w Cartago.
30 grudnia 1994 papież Jan Paweł II mianował go biskupem diecezjalnym Limón. 22 lutego 1995 z rąk arcybiskupa Giacinta Berloca przyjął sakrę biskupią. 24 maja 2005 papież Benedykt XVI mianował go pierwszym biskupem diecezjalnym Cartago. Ingres odbył się 16 lipca 2005.
W latach 2002–2008 kierował Konferencją Episkopatu Kostaryki, zaś w latach 2005–2011 był także przewodniczącym Sekretariatu Episkopatów Ameryki Środkowej.
4 marca 2017 przeszedł na emeryturę.